# RoboCop: Rogue City
RoboCop: Rogue City ist ein Ego-Shooter, entwickelt von Teyon und veröffentlicht von Nacon. Das auf der RoboCop-Lizenz basierte Computerspiel wurde am 2. November 2023 für Windows, PlayStation 5 und Xbox Series X/S veröffentlicht. Eine macOS-Version erschien am 30. April 2025. Unter dem Titel RoboCop: Rogue City ‒ Unfinished Business erschien am 17. Juli 2025 eine eigenständig lauffähige Erweiterung.

## Handlung
Das Spiel findet im Anschluss an den zweiten Film RoboCop 2 in Detroit statt. Der Spieler schlüpft in die Rolle des originalen RoboCops Alex Murphy, der wieder von Originaldarsteller Peter Weller eingesprochen wurde. Der Megakonzern Omni Consumer Products, kurz OCP, versucht immer noch einen Nachfolger von RoboCop zu entwickeln und mithilfe eines Bürgermeisterkandidaten die Kontrolle über Detroit zu übernehmen. Zugleich steigt ein neuer Gangsterboss in der Unterwelt auf, der bereits mehrere Gangs hinter sich vereint und zunehmend nach der Macht greift. Zu Beginn des Spiels gilt es eine Geiselnahme bei einem Fernsehsender aufzulösen.

## Spielprinzip
RoboCop: Rogue City ist ein Egoshooter mit klassischem Spielprinzip. Es gibt keine Möglichkeit, sich zu ducken oder in Deckung zu gehen. Die Standardwaffe Auto-9 verfügt über unbegrenzte Munition. Dabei handelt es sich um eine Pistole, es können allerdings auch Schusswaffen von Gegnern eingesammelt werden. Dazu zählen Schrotflinten, Automatikpistolen, ein schweres Maschinengewehr, ein Scharfschützengewehr und ein Raketenwerfer. Optional kann eine Robovision-Ansicht aktiviert werden, bei der Gegner mit grünen Umrandungen angezeigt werden und Schwachpunkte der Bossgegner sichtbar sind. Neben den linearen Handlungsabschnitten können in teilweise offenen Gebieten auch Nebenquests erfüllt werden. Dadurch sammelt man zusätzliche Erfahrungspunkte, mit denen ein Fähigkeitenbaum ausgebaut werden kann.

## Entwicklung und Veröffentlichung
Das polnische Entwicklerteam Teyon entwickelte zuvor schon andere Lizenzspiele, wie das 2014 erschienene Rambo: The Video Game und Terminator: Resistance von 2019. Der originale RoboCop-Schauspieler Peter Weller lieh der Hauptfigur in Rogue City erneut seine Stimme.
RoboCop: Rogue City erschien am 2. November 2023 für Windows, PlayStation 5 und Xbox Series X/S. Eine ursprünglich geplante Switch-Fassung wurde eingestellt. Am 30. April 2025 folgte eine Mac-Version.
Mit RoboCop: Rogue City – Unfinished Business erschien am 17. Juli 2025 eine Erweiterung, die ohne das Basisspiel lauffähig ist.

## Rezeption
Das Spiel erhielt überwiegend positive Kritiken. Auf Metacritic erzielte die PlayStation-5-Version eine Wertung von 72/100, basierend auf 56 Kritiken, was Metacritic als gemischt beziehungsweise durchschnittlich wertet. Die Versionen für PC und Xbox Series X schnitten mit einem Metascore von 76 etwas besser ab.
Die GameStar-Redaktion bezeichnete Rogue City als „das bislang beste Robocop-Spiel“ und lobte die gelungene Umsetzung des Filmflairs. Kritisiert wurden jedoch die simplen Kämpfe und die Belanglosigkeit in einigen Spielabschnitten. Die Tester des Konsolenmagazins GamePro hoben die klassische Shooter-Mechanik hervor, merkten jedoch das Fehlen moderner Spielmechaniken wie ein Deckungssystem an. GamePro wertete die Konsolenfassung zum Release aufgrund technischer Mängel und unsauberer Grafik um zwei Punkte von 74 auf 72 ab.

„RoboCop: Rogue City beeindruckt mit tonnenweise Fan-Service, wird aber von unausgegorener Technik zurückgehalten.“

Das Onlinemagazin 4P titelte zu dem Spiel „Stumpfheit war selten so brillant“ und lobte die Authentizität der Umsetzung. Das Spiel trotze dem Vorurteil, dass Lizenzspiele nicht gut sein können. Die PC Games lobte das Gunplay und den Soundtrack. GamersGlobal kritisierte die Qualität der Animationen und der Mimik. Der Titel punkte vor allem bei der Vorlagentreue.
Die britische Ausgabe von Eurogamer sieht in Rogue City Entwickler Teyons Wiederbelebung der AA-Kategorie von Computerspielen. Die internationale Plattform IGN lobte die Atmosphäre, bemängelte jedoch die technischen Mängel. RoboCop: Rogue City sei ein spielgewordenes B-Movie.
Während das Hauptspiel bei 4P eine Wertung von 9 von 10 Punkten erzielen konnte, bekam das Standalone-Addon Unfinished Business nur 7 Punkte. Die Erweiterung befinde sich an der Grenze zur Langweile und komme ohne große Abwechslung aus.